# إدريس بويسف الركاب
إدريس بويسف الركاب ، (ولد في تطوان، المغرب، في 2 أبريل 1947) من أم إسبانية وأب مغربي، كاتب  ومترجم وصحافي وسياسي مغربي، ، يكتب بالفرنسية، والاسبانية والعربية. صدر له العديد من الكتب والدراسات في الادب والسياسة. اعتقل بتاريخ 13 يناير 1976 على خلفية انتمائه السياسي للتنظيم اليساري إلى الأمام، وحوكم ب 20 سنة سجنا قضى منها 13 سنة، ثم أفرج عنه سنة 1989.

## حياته
عاش الركاب معظم طفولته في البادية. بعد حصوله على الباكالوريا بالدار البيضاء، سافر إلى تولوز الفرنسية لمتابعة دراسته الجامعية وهناك  بدأت حياته السياسية تزامنا مع أحداث ماي 1968. عاد للمغرب والتحق بالكلية  كأستاذ ليتم اعتقاله  سنة  1976 بعد ثلاث سنوات فقط من تعيينه. اضطر الكاتب لمغادرة المغرب من جديد بعد الاعتقال السياسي  والمكوث باسبانيا 10 سنين من المعاناة والمثابرة زاول خلالها عدة مهام  في مجالي الترجمة والصحافة. وبعد إرجاعه لمنصبه الأصلي كأستاذ جامعي  بالمغرب، قرر العودة لارض الوطن.
يعتبر ادريس الركاب أول معتقل سياسي يروي حكاية اعتقاله في الفترة التي عرفت بسنوات الرصاص، في إصداره الأول تحت ظلال للا شافية الذي نشر سنة 1991، وأعيدت طباعته سنة 2006  نظرا للإقبال الكبير عليه. 
كتبت أعماله باللغات الثلاث: الفرنسية والاسبانية والعربية، ومعظمها تنتمي لصنف ادب السجون.  
شغل الكاتب إدريس الركاب مناصب عدة:
في مجال التعليم:
- 2007/ 1999: أستاذ جامعي تخصص لغة إسبانية وآدابها بكلية الآداب والعلوم الإنسانية، جامعة محمد الخامس- أكدال الرباط.

- 1975/1973: الالتحاق بكلية الآداب  والعلوم الإنسانية  بالرباط كاستاذ مكلف بتدريس اللغة الاسبانية وآدابها في نونبر  1973 ثم التعيين كأستاذ مساعد في دجنبر  سنة 1975 بعد اجتياز مباراة قبل الاعتقال؛

- 1976: تم اعتقاله كمعارض سياسي ومحاكمته ب 20 سنة وأطلق سراحه قبل انتهاء المدة في ماي 1989 وأعيد ادماجه بكلية الآداب بالرباط سنة 1999.

في مجال الصحافة والترجمة:
- 1992 /1994 : محرر بالجريدة الشهرية لوموند ديبلوماتيك وشهرية كواطرو سيماناس الإسبانية مسؤولا عن شعبة العالم العربي والترجمة.

- 1992: مترجم من الإسبانية إلى الفرنسية للجنة تنظيم الألعاب الأولمبية في برشلونة 1992 من مارس إلى غشت 1992؛

- 1991/1990: مراسل  الإذاعة الاسبانية كادينا سير بشمال افريقيا  كما عمل على التنسيق الصحافي بيومية El Observador مكلفا بالمواضيع السياسية والمغاربية وكذلك بيومية إلباييس بالمغرب كمترجم من العربية إلى الاسبانية؛

- 1991/1990: محرر بالأسبوعية المغربية باللغة الفرنسية «المحرر» ما بين غشت 1990 ودجنبر 1991. مسؤول عن شعبة حقوق الإنسان والعالم العربي.

## مؤلفاته

### باللغة الاسبانية
- Tres años del Proyecto Xenofilia de acogida y sensibilización. Barcelona, Imprempta Dos Pedres, 1996

- La aldea Babel. Medios de Comunicación y Relaciones Norte-Sur. Barcelona, Deriva Editorial, 1994

### الكتب المترجمة عن اللغتين الاسبانية والفرنسية
- تحت ظلال لالة شافية. باريس، منشورات لارماتان 1989

- الكلام المصادر، باريس، منشورات لارماتان، 1982

- الاستبداد الاعتيادي. رسائل السجن. الدار البيضاء، منشورات طارق، 2002

- ولد السوق (رواية). باريس، منشورات Velours، 2007

- الشغف الضال (رواية)، كلمات للنشر- سلا 2013

- ترجمة رواية Alizmour لإنكارنا كابيو من الاسبانية إلى الفرنسية بالمغرب.